# Caprona 2. Teil
Caprona 2. Teil (Originaltitel: The People that Time Forgot) ist ein britischer Spielfilm aus dem Jahr 1977. Der Film ist eine Fortsetzung von Caprona – Das vergessene Land und basiert auf dem Roman The People That Time Forgot von Tarzan-Erfinder Edgar Rice Burroughs.

## Handlung
Ein Expeditionsschiff ist nach Caprona unterwegs, um nach dem dort gestrandeten Tyler zu suchen. Zu den Teilnehmern gehören der Wissenschaftler Norfolk und die Fotografin Charlotte. Mit Ben McBride, dem Leiter der Expedition, sowie einem Piloten fliegen sie vom Schiff auf die Insel, wo sie wegen der Begegnung mit einem Pterodaktylus notlanden müssen.
Nach einer Begegnung mit einem Stegosaurier macht man sich auf den Weg ins Inselinnere. Dort trifft die Expedition auf die Urmenschfrau Ajor. Wie sich herausstellt, kennt sie Tyler, der ihr auch die menschliche Sprache beibrachte. Ajors Stamm der Galu nahm Tyler und seine Begleiterin Lisa freundlich auf und bekam von den beiden verschiedene Fertigkeiten beigebracht. Aus diesem Grund wurden sie vom rivalisierenden Stamm der Na-gas überfallen. Die Na-gas, die ihre Gefangenen ihrem Vulkangott Nagoromata opfern, brachten einen Großteil der Galu um.
Auf dem Weg zu den Na-gas erwehrt sich die Gruppe eines Angriffs der Band-lu. Einer der Band-lu berichtet kurz vor seinem Tod, dass Tyler sich auf dem Berg der Totenschädel befindet. Nachdem die Gruppe einer Opferung durch die Band-lu entkommen kann, wird sie von den Na-gas bereits in Empfang genommen. Ihr Häuptling Sabbala veranlasst Charlottes und Ajors Opferung an Nagoromata. Währenddessen treffen Ben und Norfolk in ihrem Kerker auf Tyler, der ihnen von Lisas Opferung an den Vulkangott berichtet.
Die Männer unternehmen einen Ausbruchsversuch und können Ajors und Charlottes Opferung verhindern. Während ihrer Flucht muss sich die Gruppe vor dem ausbrechenden Vulkan hüten, an einer Saurierherde und einem Ankylosaurus vorbei und wird von den Na-gas verfolgt. Tyler wird während der Flucht getötet, doch der Rest der Gruppe erreicht das rettende Flugzeug, das sie zum Schiff bringt.

## Kritiken
„Naiver Science-Fiction-Film, der die Phantasie der literarischen Vorlage und die technische Qualität seines Vorläufers "Caprona - Das vergessene Land" nur stellenweise erreicht.“

„Wer Geisterbahneffekte als das Nonplusultra der Gruselkunst schätzt, wird auch diesen kindlich-harmlosen Film bewundern ... Naivbunter Horrorbilderbogen, eher ermüdend als spannend.“

## Veröffentlichungen
- Erstaufführungen

- USA 6. Juli 1977
- Deutschland 6. Januar 1978

Alternativtitel sind Caprona – Die Rückkehr der Dinosaurier und Caprona II – Verschollen im Eis. Infolge des Erfolges von Jurassic Park erschien 1994 sogar eine Wiederauflage auf VHS-Kassette mit dem Titel Caprona Park. Am 12. April 2018 erschienen DVD und Blu-Ray mit dem Titel Caprona 2. Teil – Menschen, die die Zeit vergaß.